# Steatogenys elegans
Steatogenys elegans ist ein Süßwasserfisch aus der Ordnung der Neuwelt-Messerfische (Gymnotiformes). Er kommt im nördlichen Südamerika im unteren Amazonas, den nördlichen Nebenflüssen des mittleren Amazonas und den Flüssen der drei Guayanas vor.

## Merkmale
Steatogenys elegans besitzen einen langgestreckten, seitlich stark abgeflachten Körper, der hinten in einem langen, peitschenähnlichen Schwanz ausläuft. Eine Schwanzflosse fehlt, ebenso die Rückenflosse und Bauchflossen. Die Fische werden 20 bis 30 cm lang. Das Maul ist zahnlos. Die lange, sich fast über die gesamte Körperlänge erstreckende Afterflosse ist das Hauptantriebsorgan der Fische. Sie ermöglicht es ihnen durch wellenförmige Bewegungen sowohl vorwärts als auch rückwärts zu schwimmen und wird von 160 bis 176 Flossenstrahlen gestützt. Beim Rückwärtsschwimmen dient der stark bewegliche Schwanz als Tastorgan. So werden auch Spalten und Löcher gefunden, in die sich der Fisch verstecken kann. Die Brustflossen werden von einem harten Flossenstrahl und 13 bis 14 Weichstrahlen gestützt. Der Anus befindet sich weit vorne, an der Kopfunterseite. Die Afterflosse ist hell mit dunklen Flecken, die Brustflossen schwarz getupft. Oberseite und Seiten des Kopfes sind dunkel.